# Efeitos do furacão Dean nas Grandes Antilhas

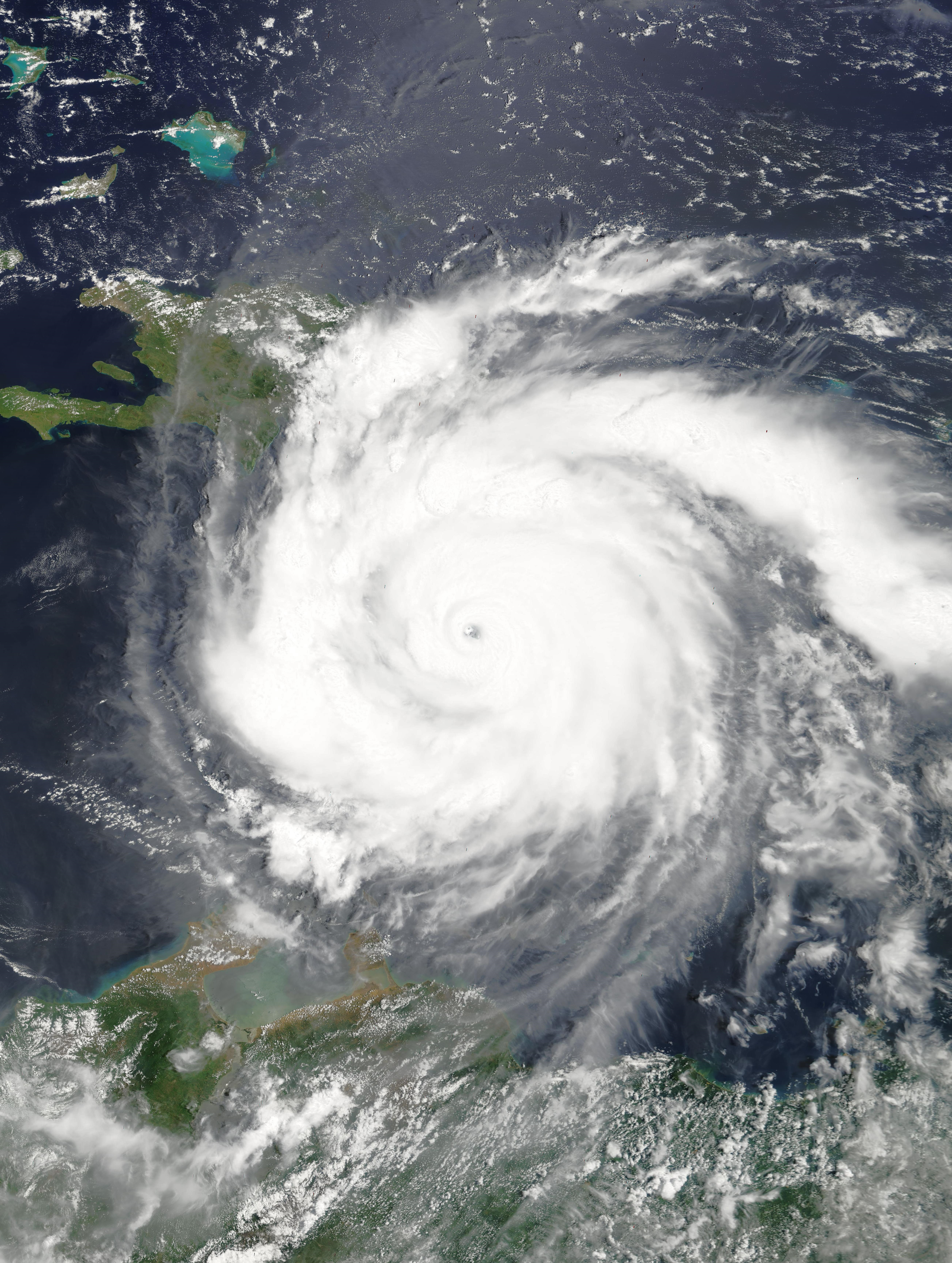
O furacão Dean visto do satélite Terra em 15:25 UTC de 18 de agosto de 2007, ao sul da ilha de Hispaniola.

Os efeitos do furacão Dean nas Grandes Antilhas foram dispersos sobre seis países e incluem 20 mortes causadas direta e indiretamente. O furacão Dean formou-se de uma onda tropical em 14 de agosto de 2007, no Oceano Atlântico, a 1800 km a oeste de Cabo Verde. Sendo um "furacão do tipo Cabo Verde", ou seja, tem sua gênese próxima ao arquipélago, o sistema rumou para oeste em direção ao Mar do Caribe, onde ele rapidamente se intensificou. As suas bandas de tempestades externas "varreram" todas as Grandes Antilhas e a sua maré de tempestade associada foi sentida desde o leste de Porto Rico até o extremo oeste de Cuba. O furacão "varreu" a ilha da Jamaica como um furacão de categoria 4 na escala de furacões de Saffir-Simpson antes de atingir a Península de Iucatã, no México, como um furacão de categoria 5.

## Preparativos

### Porto Rico

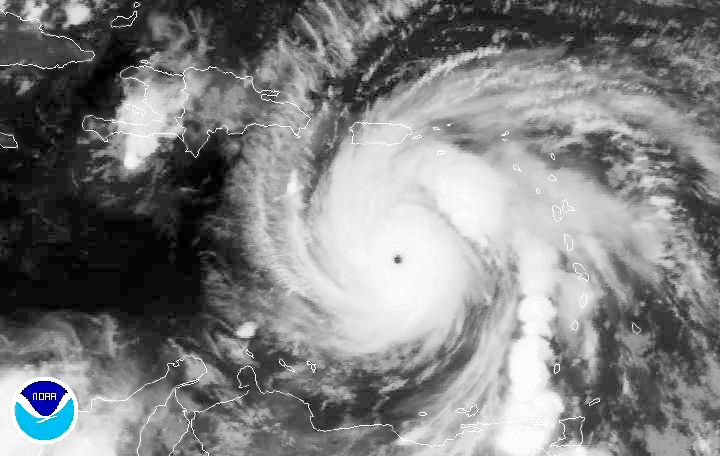
Imagens de satélite no canal infravermelho mostrando o furacão Dean em 18 de agosto assim que passava ao sul de Porto Rico.

Às 21:00 UTC de 16 de agosto de 2007, um alerta de tempestade tropical foi emitido para Porto Rico. Este alerta foi substituído por um aviso de tempestade tropical às 03:00 UTC de 17 de agosto. A Agência Federal de Gerenciamento de Emergências dos Estados Unidos enviou cinco equipes para a ilha antes de uma eventual chegada do furacão equipada com sistemas de comunicação via satélite para prover videoconferências e ajudar a fazer uma avaliação dos danos em tempo real.

### República Dominicana
Um alerta de tempestade tropical foi emitido para a costa sul da República Dominicana às 03:00 UTC de 17 de agosto. No mesmo dia, o alerta foi substituído por um aviso de tempestade tropical. Além do mais, um alerta de furacão foi emitido para as áreas costeiras entre Cabo Beata e a fronteira com o Haiti O alerta foi substituído por um aviso de furacão naquela noite, para as áreas costeiras entre Barahona e a fronteira com o Haiti. Trabalhadores da World Vision colocaram alimentos, água potável, medicamentos e geradores de emergência nas províncias do sul onde os avisos de furacão estavam em efeito
Pelo menos 1580 pessoas foram retiradas assim que Dean se aproximava.

### Haiti
Um alerta de tempestade tropical foi emitido às 09:35 UTC de 17 de agosto para a península sudoeste de Hispaniola, entre Porto Príncipe e a fronteira com a República Dominicana. Na manhã seguinte, este alerta foi substituído por um aviso de tempestade tropical e um alerta de furacão. Naquela noite, o alerta de furacão foi substituído por um aviso de furacão. A autoridade para a costa do Haiti alertou que todas as pequenas embarcações deveriam ficar em seus atracadouros. Todos os voos que tinham como destino o sul do Haiti foram cancelados. Mais de 1.000 pessoas foram retiradas de áreas baixas. Quando os avisos de furacão foram emitidos no país, a World Vision levou para a região alimentos, água potável, medicamentos e geradores de emergência, principalmente para os departamentos ao sul do país.

### Jamaica
Em 17 de agosto, um aviso de furacão foi emitido para toda a ilha da Jamaica. O primeiro-ministro da Jamaica, Portia Simpson-Miller, convocou uma reunião de emergência com o Conselho Nacional da Jamaica para Preparativos em Emergências. O governo da Jamaica finalizou os planos de evacuação, fazendo da "arena nacional" um abrigo e relocando prisioneiros de duas prisões de segurança máxima. Os partidos políticos na ilha suspenderam as suas campanhas para as eleições nacionais em 17 de agosto, para permitir aos habitantes a se prepararem para a chegada da tempestade. A Agência de Resposta de Emergências a Desastres no Caribe (CDERA), que já havia previamente respondido aos impactos do furacão Dean nas Pequenas Antilhas, contatou o Escritório de Preparação de Desastres e Gerenciamento de Emergências da Jamaica para confirmar suportes técnicos e logísticos e para notificar ao governo da Jamaica que equipes de auxílio teriam que ser colocados em alerta se necessário. O grupo de contribuições para o caribe noroeste também se reuniu para considerar qual ação o grupo deveria atuar nas conseqüências da passagem do furacão Dean.
Em 18 de agosto, o alerta foi substituído para aviso de furacão. Toques de recolher foram postos em práticas para alguns locais da ilha, enquanto trabalhadores que estavam fora dos serviços foram convocados para trabalharem. Os Estados Unidos confirmaram que poderiam oferecer ajuda se necessário. Somente um membro do Escritório das Nações Unidas para a Coordenação de Assuntos Humanitários chegou à Jamaica antes que os voos fossem cancelados.
Mais de 1.000 escolas e igrejas foram convertidos em abrigos de emergência, mas as pessoas somente ocuparam 47 destas antes da chegada do furacão Dean. A população estava com medo de deixar seus pertences em suas casas devido às altas taxas de criminalidade na ilha.
A Unicef preparou quatro kits de primeiros socorros e 1.000 reservatórios de água. Uma empresa de aviação concordou a enviar estes suprimentos para o voo de 22 de agosto, se isto fosse possível. O Programa Mundial de Alimentos preparou estoques de comida no Haiti, prontos para enviá-los a Jamaica, caso necessário.

### Cuba
Em 17 de agosto, um alerta de tempestade tropical foi emitido para as áreas costeiras entre as províncias de Camagüey e Guantánamo. este alerta foi substituído para um aviso de tempestade tropical na tarde de 18 de agosto. Se caso houvesse a necessidade, soldados e oficiais de emergência estavam preparados para converter escolas e outros prédios do governo em abrigos temporários.
Às 03:00 UTC de 19 de agosto, um alerta de tempestade tropical foi emitida para a parte central de Cuba, mas especificamente para as províncias de Ciego de Ávila, Sancti Spíritus, Cienfuegos, Matanzas e para a Isla de la Juventud.
Mais de 350.000 pessoas foram retiradas pela Defesa Civil cubana das províncias costeiras, e o governo em Havana suspendeu todas as programações turísticas em prevenção à chegada do furacão.

### Ilhas Cayman
Às 15:00 UTC de 18 de agosto, um alerta de furacão foi emitido para as Ilhas Cayman e o Centro de Operações de Emergências foram ativados. 12 horas depois, o alerta foi substituído por um aviso de furacão, devido a insistente trilha para o oeste em que o furacão seguia.
As grandes empresas aéreas colocaram a disposição voos extra para que todos os turistas pudessem sair das ilhas. Em 17 de agosto, os turistas foram barrados de chegar nas ilhas, também devido à ameaça do furacão Dean. Uma evacuação geral obrigatória foi imposta na Pequena Cayman pelo governador das Ilhas Cayman, Stuart Jack. Foram disponibilizados voos extra para Cayman Brac para que a ordem de evacuação fosse cumprida. Em 19 de agosto, 19 escolas e centros cívicos foram convertidos em abrigos: 15 na Grande Cayman, três em Cayman Brac e, apesar da evacuação obrigatória, uma na Pequena Cayman. Dois navios seguiram o furacão (a 240 km atrás deste) em ordem para chegar o mais rápido possível depois do furacão.

## Impactos
O furacão Dean passou ao sul das Grandes Antilhas entre 17 e 21 de agosto, fortalecendo-se de um furacão categoria 2 enquanto estava ao sul de Porto Rico, até um furacão de categoria 4, quando o olho do furacão passou a 40 km da costa sul da Jamaica.

### Porto Rico
Chuvas do furacão Dean fecharam várias rodovias. O mar agitado causou ressacas na costa sul, mas não houve mortes ou pessoas feridas.

### República Dominicana
O olho do furacão Dean passou a 270 km ao sul da capital do país, Santo Domingo. Embora não houvesse ventos fortes no país, as chuvas foram suficientemente fortes para que houvesse enchentes em várias localidades. Os ventos moderados e as chuvas fortes não danificaram a agricultura, como fez em outras regiões do Caribe. No país, 6 mortes foram atribuídas pela passagem do furacão. A ressaca na costa sul atraiu uma multidão de observadores e um rapaz de 16 anos afogou-se quando estava a 4,8 metros além da área de arrebentação das ondas; esta área estava sobre uma rodovia costeira, devido à maré de tempestade. Cinco pescadores afogaram-se quando o barco onde eles estavam virou devidos aos ventos e a chuva forte na represa de Tavera, perto da cidade de Baitoa. As vítimas estavam pescando com outros três, que estavam nadando próximos à margem. Aparentemente, eles ignoraram os avisos emitidos pela defesa civil. A ressaca destruiu pelo menos seis casas e danificaram outras 316. and damaged 316.

### Haiti
As bandas de tempestades externas do furacão Dean atingiram a Hispaniola trazendo fortes vendavais. Em Île de la Gonâve, Haiti, a eletricidade foi cortada e muitos foram procurar abrigos em escolas e igrejas. A sala operacional de um hospital foi danificada devido à grande quantidade de água que entrava pelo seu telhado; a água simplesmente entrou porque a cobertura já estava danificada previamente. Duas pessoas morreram em Tiburon e Moron, cidades que ficam ao sul e a sudeste do país, respectivamente. Outras sete mortes relacionadas com a passagem do furacão foram confirmadas, entretanto, apenas alguns detalhes são dados. Outros quatro foram feridos num barco à vela após ignorarem os avisos de permanecerem nos portos.
Várias centenas de residências foram destruídas devido a deslizamentos de terra. 5.154 pessoas fugiram para abrigos temporários nos departamentos Sud-Est, Nippes, Centre e Artibonite
O furacão não causou problemas quanto a água e o saneamento, exceto na cidade de Bainet, onde há 17.000 pessoas, que ficaram sem água devido ao colapso do sistema de água encanada.

### Jamaica

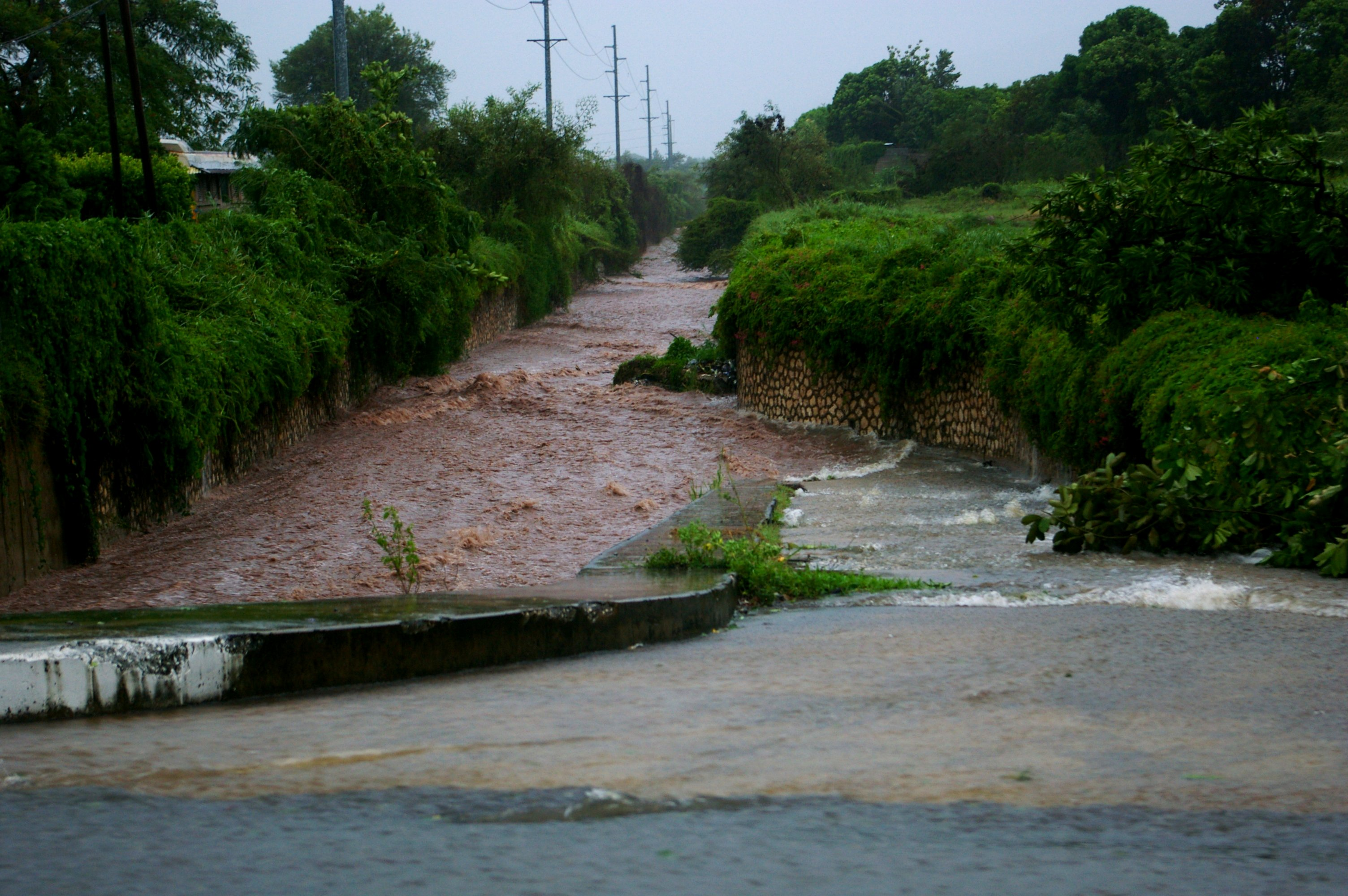
Rodovia alagada em Kingston, Jamaica, durante a passagem do furacão Dean.

Enchentes foram registradas na porção leste da Jamaica, Deslizamentos de terra também ocorreram no nordeste da ilha.
Em Kingston, construções entraram em colapso. e casas tiveram seus telhados destruídos pelo vento forte, que também derrubou árvores e postes. Confrontos entre saqueadores e a policia ocorreram na Paróquia de Clarendon.
Pelo menos 248 rodovias foram afetados pelo furacão Dean: 10 rodovias foram bloqueadas na região metropolitana de Kingston, 14 em Saint Andrew, 43 em Saint Catherine, 8 na região oeste, nas paróquias de Saint James, Hanover e Trelawny. Outras 110 rodovias foram bloqueadas na região nordeste da ilha. Além disto, a rodovia que liga Kingston ao aeroporto internacional do país ficou bloqueada por areia, pedras e linhas de eletricidade que caíram devido ao vento forte. Mais de 1.500 residências foram completamente destelhadas devido aos ventos do furacão. 3.127 casas foram danificadas e destas 1.582 ficaram inabitáveis.
Um homem foi morto quando o telhado de sua casa desabou, na paróquia de Clarendon. Uma garota de 14 anos também foi morta quando uma rocha danificou sua casa.
Os danos na agricultura foram dispersos: 40% das plantações de cana-de-açúcar, 80 a 100% das plantações de bananas, 75% das plantações de café (principalmente as recentes - com mudas inferiores a três anos de idade) e 20% das plantações de cacau de primeira qualidade foram destruídas pelo furacão.
No país, os danos estimados foram calculados em $1,5 bilhões de dólares.

### Cuba
As bandas de tempestades externas do furacão Dean atingiram cuba entre 19 e 21 de agosto, trazendo chuvas fortes e maré de tempestade, mas pouparam a ilha dos ventos fortes.

### Ilhas Cayman
A chuva forte causou alagamento de rodovias e a maré de tempestade estava presente em toda a costa, mas não houve mortos nem feridos graves com a passagem do furacão. Em algumas localidades, houve o corte de eletricidade e de água potável, mas por pouco tempo. O resto da infraestrutura das ilhas não sofreu avarias. 2.000 pessoas ficaram em abrigos temporários durante a passagem do furacão Dean.

## Conseqüências
Em 23 de agosto, o governo do Haiti enviou alimentos, água potável, colchões e medicamentos para a cidade de Bainet, no departamento do Sud-Est. Em 24 de agosto, a Fundação de Desenvolvimento Pan-Americano enviou alimentos para todas as pessoas que estavan nos abrigos temporários. A Venezuela entregou 11 toneladas de alimentos para o departamento haitiano Sudeste, que consistia de 500 cestas básicas.

### Jamaica

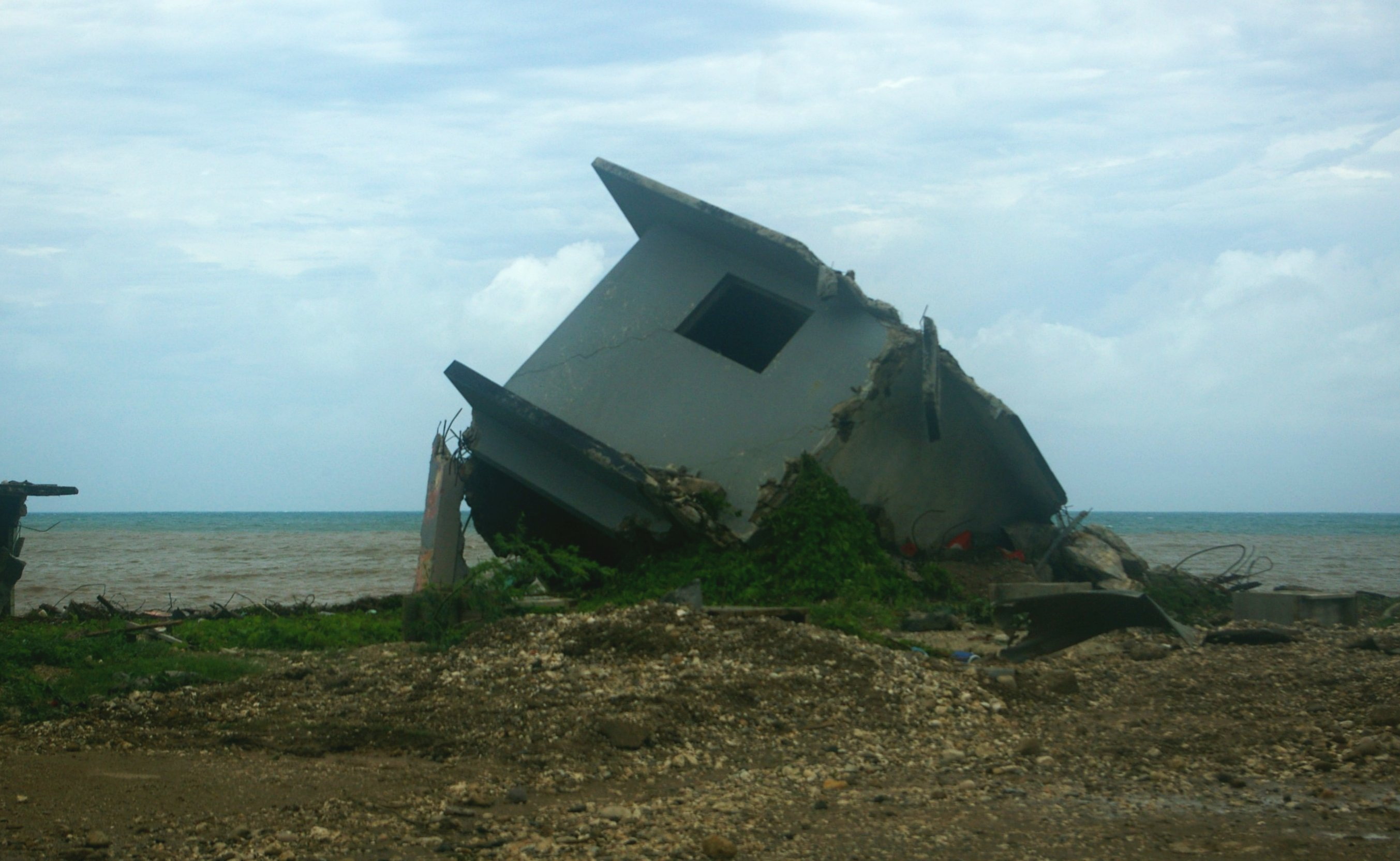
Uma casa de praia completamente destruída pelo furacão Dean em Kingston, Jamaica.

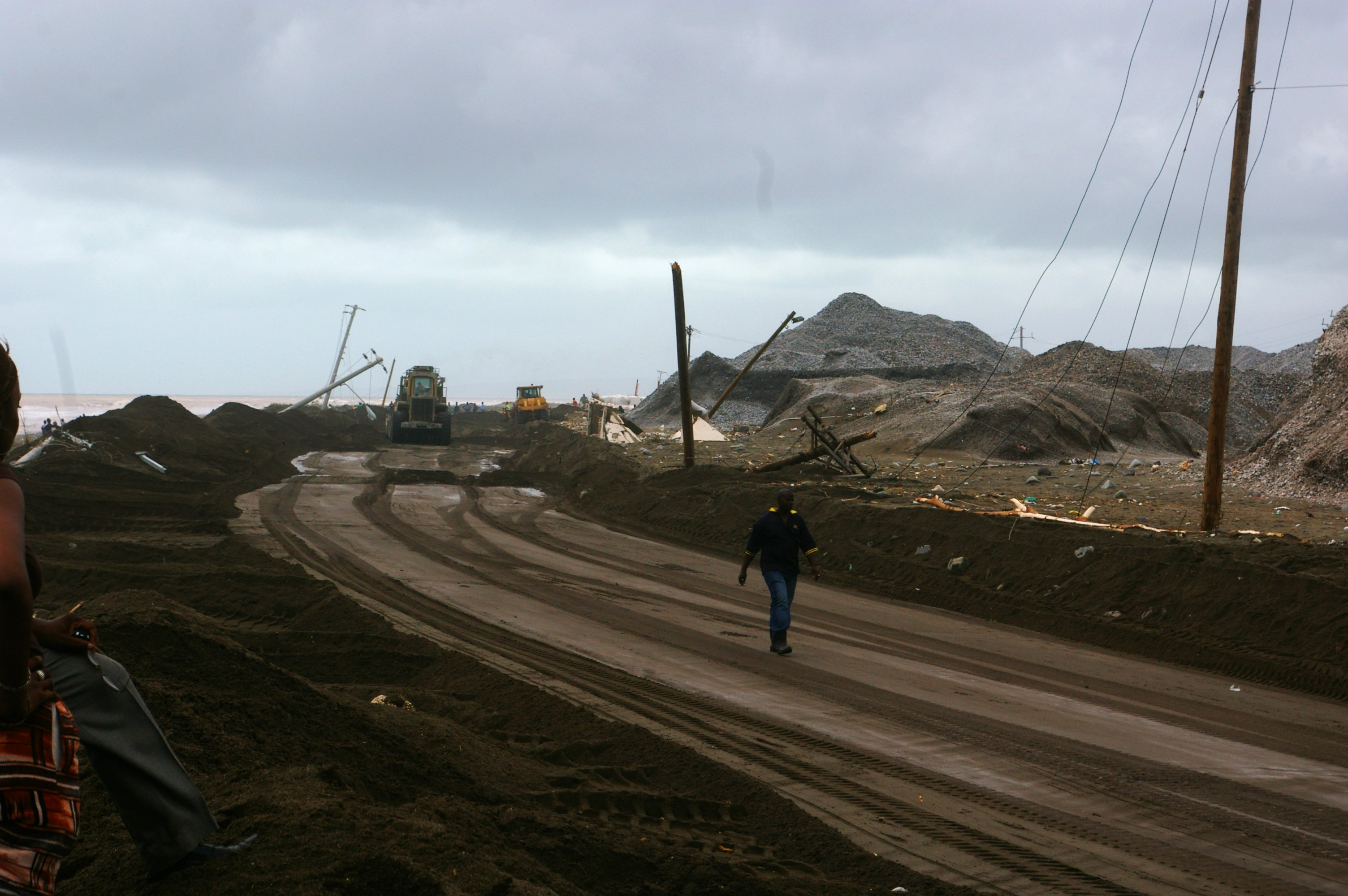
Máquinas pesadas retirando areia trazida pelos ventos fortes de Dean da pista de um aeroporto em Kingston, Jamaica.

$398.000 dólares em suprimentos de emergência, incluindo colchões, lonas, kits de higiene e água chegaram no Aeroporto Internacional na Jamaica, vindo da Agência Internacional de Desenvolvimento dos Estados Unidos em 22 de agosto, três dias depois do furacão ter atingido a ilha.
Em 24 de agosto, A primeira ministra da Jamaica, Portia Simpson Miller, anunciou que seu governo poderia prover 225 milhões de dólares jamaicanos para a assistência de emergência para o setor da agricultura do país, especialmente para as paróquias de Portland, Clarendon, Saint Thomas, Manchester, Saint Catherine e Saint Elizabeth. $100 milhões de dólares jamaicanos foram distribuídos para a compra de fertilizantes, $25 milhões para as fazendas de café e 50 milhões para o programa de cultivo de árvores frutíferas. A primeira-ministra também anunciou que o Fundo de Moradia Nacional da Jamaica também liberou $200 milhões para a ajuda de emergência. O governo forneceu lonas, sendo que 10.000 destes foram enviados depois do furacão, livre de encargos. Estas lonas foram utilizadas em reparos de emergência.
O Banco Interamericano de Desenvolvimento liberou 200.000 dólares para auxiliar na reconstrução do país.
A Cruz Vermelha chinesa, apesar de já estar ajudando as vítimas do tufão Sepat, enviou $30.000 dólares também para auxiliar os esforços de emergência.
A eleição geral da Jamaica, previamente marcada para 27 de agosto, foi adiada para 3 de setembro.